# Sonboda
Sonboda (också stavat Sonnboda) är en by i Föglö kommun på Åland med 66 invånare (2023). Den ligger på ön Sonbodalandet och hörde fram till 2006 till Föglö församling, därefter till Ålands södra skärgårdsförsamling.
Byn har medeltida ursprung och består av nio gamla hemman. Bönderna förr i tiden försörjde sig framför allt på jordbruk och boskapsskötsel samt också en del skogsbruk och fiske. I dag finns ett par jordbruksföretag i Sonboda. 

## Geografi
Sonboda gränsar i norr mot byn Finholma. Till byn hör också omgivande vattenområden med ett antal holmar och skär. I öster har Sonboda strand mot Bofjärden och vattengräns mot byarna Brändö, Sanda och Skogboda, i väster strand mot Degerösundet och Näversjärden och vattengräns mot byarna Granboda och Stentorpa.
I söder har Sonboda vägförbindelse med ön Näversholma, vars mark är uppdelad mellan ett flertal byar. Också Sonboda har en del ägor på Näversholma.

## Bebyggelsen
I kulturmiljöinventeringen från 1990-talet görs bedömningen att byns kulturhistoriska värde ligger i helheten, samspelet mellan bebyggelse och kringliggande marker. Gårdarna är spridda över ett större område med åker och betesmark emellan. Att den öppna landskapsbilden och karaktären bibehölls ansågs viktigt.
Jordbruk var tidigare huvudnäring i Sonboda. Fisket hade inte 
samma ekonomiska betydelse som i flertalet andra Föglöbyar, vilket
bland annat framkommer i ett skatteläggningsinstrument från 1773. Det
fiskades endast till husbehov. Några av gårdarna hade båthus vid
Näckkil. Därifrån utgick även byns gemensamma kyrkbåt. Under andra hälften av 1800-talet färdades man i en stor gavelbåt som rymde upp till trettio personer. Några av gårdarna hade under andra hälften av 1800-talet andelar i fartyg. Det förekom även en viss skeppsbyggnad i byn. År 1875 gick skonaren Lea av stapeln vid Bofjärd.
Som kulturhistoriskt värdefull bebyggelse nämns:
- Västergårds manbyggnad, uppförd 1906. Till gården hör ett flertal äldre uthusbyggnader, timrat visthus, källare, timrad bastu och ladugård.

- Spakens, ett torpställe i skogen intill Västergård, uppfört i mitten på 1800-talet.

- Henrikas manbyggnad, en parstuga från 1860-talet med flera äldre utbhusbyggnader. En välbevarad gårdsmiljö.

- Norrgårds manbyggnad, väl synlig från landsvägen, en parstuga vars äldsta del ska vara uppförd på 1830-talet. En mängd äldre uthus hör till gården samt en väderkvarn med årtalet 1849 målat på insidan.

- Gamla Ollas manbyggnad, en parstuga från mitten av 1800-talet.

- Nya Ollas manbyggnad är ett så kallat Amerikahus, uppfört på 1920-talet efter att ägaren kommit hem från Amerika.

- Ungdomslokalen Vikingaborg, uppförd på 1950-talet på samma plats som gården Pellas tidigare fanns. Tidigare fungerade den före detta manbyggnaden på Pellas som ungdomslokal och samlingsplats för byns ungdomar. Under somrarna dansades det även ute på bergen. Midsommarstången intill har stått på samma plats åtminstone sedan början av 1900-talet.

- Skolan, uppförd på 1940-talet. Tidigare gick barnen i Sanda skola. En tid var skolan inrymd i Ollas manbyggnad.

- Målars, ett mindre ställe intill skolan (en del av det uppdelade Södergårds hemman, se nedan). Här bodde målaren Vilhelm Söderberg (1842–1925), tillika en skicklig fiolspelman. Det nuvarande huset, som står på samma plats som det gamla, är uppfört på 1920-talet.

## Historia
Sonboda är Föglös största by med nio gamla hemman och ligger centralt i socknen. Den är helt säkert områdets urby. Till de tidiga invånarnas domäner bör också ha hört nuvarande Finholma i norr och Näversholma i söder. Sonboda anlades under medeltiden, förmodligen på 1200-talet eller senare delen av 1100-talet.

### Ortnamnet
Det som lockade de första människorna att slå sig ner i Sonboda var sannolikt de ganska stora strandängar som måste ha funnits invid de många vikarna och sunden som successivt grundades upp till följd av landhöjningen. Ängarna hade helt säkert utnyttjats redan tidigare, innan de första bosättarna slog sig ner på platsen. Det avslöjar bynamnet Sonboda, som är en sammansättning av ett gammalt fornsvenskt personnamn Sone (en variant av Sune) och ordet bod i plural och betyder ’Sones bodar’. Sone bodde sannolikt i Degerby. Där torde de första Föglöborna ha slagit sig ner, och de såg förmodligen hela ögruppen som sina domäner. De satte upp bodar invid de bästa strandängarna – en Hasten i öster (Hastersboda), en Björn i väster (Björsboda) och en Sone i det som skulle bli Sonboda. Förmodligen var det barn till dessa pionjärer som byggde de första gårdarna på dessa platser.

### Medeltiden
Den första Sonbodabo vi känner till namnet hette Gregers Månsson – eller som det står i urkunden: Gregers Mansson j Swnaboda j Føglade sochn. Han befann sig den 4 juni 1492 i Stockholm tillsammans med lemlänningarna Niklas Mickelsson i Lemböte och Peder Jönsson i Hellestorp. De tre var av allt att döma svågrar och gifta med varsin syster. En fjärde syster var en då avliden kvinna i Stockholm vid namn Lucia, vars make kallades Bottnekarl (han var väl hemma från Västerbotten eller Österbotten). Inför Stockholms råd överlät svågrarna hela arvet till en Isak Johansson.
Sonboda omtalas ytterligare en gång i de medeltida källorna, också då i Stockholms stads tänkebok. Per Staffansson i Sonboda och hans ”måg”, Jöns i Bråttö, hade efter Pers bror Jeppe Staffansson ärvt ett stenhus vid Sankt Larens gränd i Stockholm, vilket de den 17 juni 1517 upplät till rådmannen Jakob Lumpe.

### 1500- och 1600-talet
En samlad bild av Sonboda ges första gången i 1537 års skattebok. Då nämns tio bönder: Måns Grelsson, Per Jönsson, Jeppe Persson, Johan Olofsson, Nils Nilsson, Måns Jopsson, Olof Gudmundsson, Kristin, Erik Krok och Per Olofsson. Antalet gårdar varierar sedan en del under 1500-talet. Redan 1539 redovisas elva bönder och så förblir det under större delen av 1540-talet, men 1549 är de tretton. Omkring tolv gårdar finns sedan i längderna fram till början av 1570-talet.
När den så kallade silverskatten skulle erläggas 1571 får vi en bild av den ekonomiska situationen i byn. Skatten utgick med tio procent på all lös egendom i form av ädla metaller och kreatur. Den åländske genomsnittsbonden erlade 7 mark, medan genomsnittet i Sonboda bara var drygt 4 mark. Byn som helhet framstår alltså som tämligen fattig, men tillgångarna varierade påtagligt mellan gårdarna. Per Östensson (på Västergård) betalade 12 1/2 mark och Mickel Persson (på Ollas) betalade 7 mark. Men samtidigt fanns en gård som var ”alldeles öde” och inte betalade någonting och tre gårdar som bara betalade 1–2 mark i skatt. Resten – sex gårdar – erlade mellan drygt 3 och knappt 6 mark. 
På 1570-talet förefaller tre av Sonbodas tolv gårdar ha blivit öde. Under de svåra åren kring sekelskiftet 1600 blev ytterligare gårdar utan brukare. En ödeslängd från 1602 omtalar inte mindre än sju gårdar i byn som öde. Det kom sedan att dröja länge innan livet återgick till det mer normala i Sonboda. Fem gårdar nämns som öde 1610 och tre 1619. Inte förrän i slutet av 1620-talet fanns åtta bönder i byn och först på 1650-talet var alla nio gårdarna befolkade.
Intrycket blir att hemmansklyvningen under 1500-talet drevs alltför långt. Sonboda förmådde inte att försörja så många som tolv eller tretton familjer. Följden blev att gårdarna lämnades öde. Redan på 1570-talet sjönk antalet bönder i praktiken till nio. I samband med jordrannsakningen 1606 minskades också antalet hemman i jordeboken till nio. Gårdarna var påtagligt olika stora, i alla fall om man ser till taxeringen i jordmark. Följande tal redovisas i 1629 års jordebok:
	 76 jm	sedermera nr 1, Norrgård

	 70 jm	sedermera nr 2, Henriks

	 77 jm	sedermera nr 3, Ollas 

	100 jm	sedermera nr 4, Utgård

	 69 jm	sedermera nr 5, Pellas

	112 jm	sedermera nr 6, Västergård
 
	 52 jm	sedermera nr 7, Södergård	

	 86 jm	sedermera nr 8, Backas 

	 94 jm	sedermera nr 9, Kroks

Detta var opraktiskt för bönderna när de skulle fördela bördor och nyttigheter mellan sig. Om de behövde göra gemensamma dagsverken kunde det bli så att någon skulle göra ett dagsverke (gården med 100 jordmark) medan andra skulle bidra med 0,7 eller 1,1 dagsverken (70 reskeptive 112 jordmark). Det är lätt att tänka sig att det kunde bli långdragna diskussioner. För att förenkla arbetet i byn beslutade bönderna att göra alla gårdar lika stora, vilket också blev beviljat av myndigheterna. Därefter var alla gårdar taxerade till 85 jordmark, vilket noterades i 1633 års jordebok. Samma förändring skedde för övrigt ungefär samtidigt i Hastersboda, Föglös näst största by.
Under fortsättningen av 1600-talet blev förhållandena alltmer stabila. Den första beskrivningen av Sonboda finns i 1661 års jordebok: ”Skog till brännved och timmer haver denna byn efter nödtorften, sammaledes mulbete och fjällfiskedräkt efter nödtorften.” Kort sagt: Byn hade skog, bete och möjlighet att fånga fjällfisk så att invånarna klarade sig. Tillsammans med den relativt låga taxeringen – 85 jordmark per gård – blir intrycket att det inte fanns något särskilt välstånd i byn, men att Sonbodaborna ändå klarade sig (vilket de inte hade gjort hundra år tidigare).

### 1700-talet
Det långa kriget i början av 1700-talet, stora ofreden, var en prövningens tid för ålänningarna. Sensommaren 1714 flydde nästan alla till Sverige sedan ryska trupper hade ockuperat landskapet, och det dröjde till efter fredsslutet 1721 innan ålänningarna kunde återvända hem. Många byar i Föglö hade blivit svårt härjade under kriget. Inte så sällan återvände aldrig de tidigare brukarna till sina gårdar. Sonboda verkar dock ha klarat sig relativt väl. Redan sommaren 1722 var alla familjer i byn tillbaka och kunde påbörja det mödosamma arbetet med att bygga upp den. Hur tillståndet i byn var mer exakt efter kriget vet vi inte, förutom att en del av skogen – men inte all – hade blivit ”avbränd av ryssen”. 
Den första kartan över Sonboda upprättades 1773–74 av lantmätaren Carl Niclas Biörckbom i samband med att han skattlade byn. Han konstaterar att åkern brukas i tvesäde, det vill säga bara halva åkern besåddes årligen, och att den var ”välbrukad” och bestod mest av spek eller hård lera och mojord men även av god lera och sandjord samt var täckt med matjord av sand och mylla som var 1 1/2 till 2 kvarter djup (upp mot 30 cm). Skogen och utmarken var bergbunden och beväxt med tall och gran. Den gav timmer, gärdsle och vedbrand till husbehov, däremot räckte den knappt alls till avsalu. Mulbetet – betet på utmarken – var ringa och magert både på hemlandet och på byns holmar. Fisket var mindre lönande. Åt fiskuppköparna från Stockholm kunde de inte sälja mer än 2 à 3 lispund per hemman. Bönderna sålde också ost och kreatur på sina resor till Stockholm, som var deras ”förnämsta (viktigaste) köpstad”. Då köpte de också varor som de behövde, exempelvis spannmål och salt.

### Befolkningsutveckling
| Befolkningsutvecklingen i Sonboda 1970–2020 | Befolkningsutvecklingen i Sonboda 1970–2020 | Befolkningsutvecklingen i Sonboda 1970–2020 | Befolkningsutvecklingen i Sonboda 1970–2020 | Befolkningsutvecklingen i Sonboda 1970–2020 |
| ------------------------------------------- | ------------------------------------------- | ------------------------------------------- | ------------------------------------------- | ------------------------------------------- |
|                                             |                                             |                                             |                                             |                                             |
| År                                          |                                             |                                             | Folkmängd                                   |                                             |
| 1970                                        | 1970                                        |                                             | 81                                          |                                             |
| 1980                                        | 1980                                        |                                             | 72                                          |                                             |
| 1990                                        | 1990                                        |                                             | 73                                          |                                             |
| 2000                                        | 2000                                        |                                             | 82                                          |                                             |
| 2010                                        | 2010                                        |                                             | 76                                          |                                             |
| 2020                                        | 2020                                        |                                             | 68                                          |                                             |
|                                             |                                             |                                             |                                             |                                             |

## Hemmanen
I Sonboda har sedan tidigt 1600-tal funnits nio hemman om vardera ett 1/2 mantal, på 1700-talet förmedlade till 13/32 mantal. I jordeböckerna ges de omkring 1730 nummer (1–9). Från 1830 är de också noterade med namn. 
- 1, Norrgård, ett skattehemman, blev på 1650-talet ett kronohemman på grund av obetalda skatter och köptes åter  till skatte den 1704 av bonden Mats Persson. Norrgård har namn efter läget i byn.[11]
- 2, Henriks, ett skattehemman, blev under första halvan av 1600-talet ett kronohemman på grund av obetalda skatter och köptes åter till skatte 1765 av bonden Henrik Henriksson (1721–1787). Efter honom har hemmanet sitt namn.[12]
- 3, Ollas, ett skattehemman, blev på 1650-talet ett kronohemman på grund av obetalda skatter och köptes åter till skatte 1893 av bonden Gustav Olin (1856–1934). Ollas har sitt namn efter bonden Olof Persson (1726–1763), som bodde här från 1749 till sin död.[13]
- 4, Utgård, ett skattehemman, blev under första halvan av 1600-talet ett kronohemman på grund av obetalda skatter och köptes åter till skatte 1873 av bonden Johan Erik Lifvendahl (1814–1880). Utgård har ett mer enskilt läge en bit öster om de andra gårdarna i Sonboda. Sannolikt har den någon gång flyttats ut till denna plats och därefter kommit att kallas Utgård.[14]
- 5, Pellas, ett skattehemman, blev under första halvan av 1600-talet ett kronohemman på grund av obetalda skatter och köptes åter till skatte 1791 av bonden Per Danielsson (1771–1861). Pellas styckades 1909 upp och marken såldes åt olika håll. På den gamla gårdstomten finns i dag före detta ungdomslokalen Vikingaborg.[15]
- 6, Västergård, ett skattehemman, blev under första halvan av 1600-talet ett kronohemman på grund av obetalda skatter och köptes åter till skatte 1791 av bonden Henrik Johansson. Västergård har namn efter läget i byn. Gården kallades i äldre tider också Ollas efter bonden Olof Mattsson (1704–1758).[16]
- 7, Södergård, ett skattehemman, blev under första halvan av 1600-talet ett kronohemman på grund av obetalda skatter och köptes åter till skatte 1712 av bonden Erik Tomasson (1672–1742). Södergård har namn efter läget i byn. Gården delades omkring 1830 upp mellan grannarna och den gamla gårdstomten är sedan länge obebyggd.[17]
- 8, Backas, ett skattehemman, blev på 1650-talet ett kronohemman på grund av obetalda skatter och köptes åter till skatte 1793 av bonden Erik Mattsson. Backas har namn av att gården ligger invid ett mindre berg.[17]
- 9, Kroks, ett skattehemman. Kroks har namn efter det tillnamn, Krok, som bönderna på gården hade på 1500-talet. Kroks har delats på 1900-talet i två gårdar, Kroks och Furuberg.[18]

## Holmar och skär
Till Sonboda hör ett antal holmar och skär. Bland de större märks:
- Ekholm (visa på karta), 11,8 hektar, största längd 500 meter, obebyggd.
- Kalvholm (visa på karta), 16,6 hektar, största längd 700 meter, obebyggd.
- Röören (visa på karta), 3,1 hektar, största längd 280 meter, obebyggd.